# Grigorovich TB-5
Grigorovich TB-5 (tiếng Nga: Григорович ТБ-5) là một mẫu máy bay ném bom hạng nặng thử nghiệm của Liên Xô đầu thập niên 1930.

## Tính năng kỹ chiến thuật (TB-5)
Dữ liệu lấy từ Shavrov 1985
Đặc điểm tổng quát
- Chiều dài: 22,1 m (72 ft 6 in)
- Sải cánh: 31 m (101 ft 8 in)
- Chiều cao:  ()
- Diện tích cánh: 150 m² (1614,6 ft²)
- Trọng lượng rỗng: 7.483 kg (16.497 lb)
- Trọng lượng có tải: 12.535 kg (27.635 lb)
- Động cơ: 4 × Bristol Jupiter V kiểu động cơ piston bố trí tròn, 336 kW (450 hp)  mỗi chiếc

 Hiệu suất bay 
- Vận tốc cực đại: 180 km/h (97 knot, 112 mph)
- Trần bay: 2.600 m (8.530 ft)
- Tải trên cánh: 84 kg/m² (17 lb/ft²)
- Công suất/trọng lượng: 107 W/kg (0,07 hp/lb)

Trang bị vũ khí

- Súng: 4× súng máy PV-1 7,62 mm (0.3 in)
- Bom: 2.500 kg (5.512 lb) bom